# Bruno Bartolozzi
Bruno Bartolozzi, né le 8 juin 1911 à Florence et mort le 12 décembre 1980 à Fiesole, est un violoniste et compositeur italien.

## Biographie
Bruno Bartolozzi naît le 8 juin 1911 et fait ses études au Conservatoire Luigi Cherubini de Florence de 1926 à 1930. Il est ensuite engagé comme violoniste dans l'Orchestre du Mai musical florentin où il reste de 1941 à 1969. Il travaille tardivement la composition avec Fragapane au Conservatoire de Florence de 1946 à 1949. Il devient professeur dans ce conservatoire en 1964. Sa musique s'inspire du dodécaphonisme amendé par Luigi Dallapiccola, jusqu'aux construction en accords parfaits. Il a écrit New Sounds for Woodwind (Londres, 1967 ; 2e édition révisée, 1982) dans lequel il démontre les possibilités multiphoniques simultanées des instruments de la famille des bois.

## Œuvres

### Musique pour orchestre
- Concerto pour orchestre (1952 ; Rome, 18 janvier 1956)
- Divertimento pour orchestre de chambre (1953)
- Concerto pour violon no 1, pour cordes et clavecin (1957 ; San Francisco, 2 décembre 1957)
- Concerto pour violon no 2, pour orchestre (1979)
- Concertazioni pour basson, cordes et percussion (1963 ; Rome, 6 mars 1965)
- Memorie pour trois guitares et orchestre (1975 ; Florence, 7 octobre 1977)
- Risonanze pour 18 instruments et percussion (1978)

### Musique de chambre
- Serenata pour violon et guitare (1952)
- Trois pièces pour guitare (1952)
- Musica a 5 pour basson, trompette, guitare, violon et alto (1953)
- Variazioni pour violon seul (1957)
- Quatuor à cordes no 1 (1960)
- Quatuor à cordes no 2 (1979)
- Concertazioni pour hautbois, alto, guitare, contrebasse et percussion (1965)
- Andamenti pour alto seul (1967)
- Collagex pour hautbois seul (1968)
- The Hollow man pour n'importe quel instrument de la famille des bois (1968)
- Concertazioni a Quattro pour flûte, hautbois, clarinette et basson (1969)
- Collage pour basson seul (1969)
- Sinaulodia pour quatre flûtes (1969)
- Cantilena pour flûte alto seule (1970)
- Musica per Piero pour deux altos (1971)
- Auser pour hautbois et guitare (1973)
- Collage pour basson seul (1973)
- Concertazioni pour clarinette, cor, trompette, trombone, guitare, alto, violoncelle, contrebasse et percussion (1973)
- Repitu pour flûte, alto, guitare et percussion (1975)
- Per Olga pour flûte seule (1976)
- The Solitary pour cor anglais et percussion (1976)
- Adles pour guitare (1977)
- Atma pour trois groupes d'instruments solistes (1978)

### Musique vocale
- Sentimento del sogno pour soprano et orchestre (1952)
- Immagine, d'après Rilke, pour soprano et 17 instruments (1959)
- Tres recuerdos del cielo pour soprano et 10 instruments (1967 ; Festival de Vienne, 11 septembre 1968).

## Sources
- Nicolas Slonimsky, Alain Paris et Marie-Stella Paris, Dictionnaire biographique des musiciens, R. Laffont, 1995 (ISBN 2-221-06510-7, 978-2-221-06510-5 et 2-221-06787-8, OCLC 33096600, lire en ligne).